# Glasgow
Glasgow (aportuguesado como Glásgua; em gaélico escocês: Glaschu) é a maior cidade da Escócia, sendo a terceira mais populosa de todo o Reino Unido depois da capital Londres e de Birmingham. Com 580 690 habitantes, é a mais populosa das 32 autoridades unitárias da Escócia, conformando assim a mais populosa cidade britânica fora da Inglaterra. Situa-se às margens do rio Clyde, nas Lowlands centro-ocidentais. O nativo da cidade é chamado, em inglês, de Glaswegian, nome que também designa o fala peculiar local.
Povoado formado originalmente no século VI, Glasgow evoluiu a partir do bispado de Glasgow, na Idade Média, e do estabelecimento posterior da Universidade de Glasgow, que contribuiu para o Iluminismo Escocês. Desde o século XVIII a cidade tornou-se um dos principais centros do comércio transatlântico com a América. Com a Revolução Industrial, a cidade e a região que a cerca cresceram e acabando por torná-la um dos principais centros de engenharia e construção naval, onde foram construídas diversas embarcações famosas e revolucionárias. Glasgow foi conhecida como a "Segunda cidade do Império Britânico", na era vitoriana. Hoje em dia faz parte dos dezesseis principais centros financeiros da Europa, e nela se localizam muitas das principais empresas escocesas. Glasgow também é o local de nascimento de Angus Young e Malcolm Young, fundadores do AC/DC, e de Mark Knopfler, fundador do Dire Straits.
No fim do século XIX e início do XX, a população de Glasgow ultrapassou a marca de um milhão, e passou a ser a quarta maior cidade do continente, após Londres, Paris e Berlim. Na década de 1960 diversos projetos que reassentaram parte da população em cidades novas e subúrbios periféricos, juntamente com mudanças nas fronteiras locais, reduziram a população atual da Área de Autoridade Unitária da Cidade de Glasgow para 580 690 habitantes. 1,750,500 pessoas vivem na área urbana da Grande Glasgow. A região imediatamente em torno da conurbação engloba aproximadamente 2,3 milhões de habitantes, 41% da população do país.

## História

### Toponímia
O nome "Glasgow" (/ˈɡlɑ:zɡəʊ,_ˈɡlæzʔ/;) tem etimologia incerta, mas parece ser derivado de glas cau, que na antiga língua cúmbrica significava "vale verde". Em gaélico escocês o nome da cidade é Galschu e em scots, Glesca. Em português, o Vocabulário da Língua Portuguesa de Rebelo Gonçalves sugere a forma Glásgua. José Pedro Machado, em seu Dicionário Onomástico Etimológico da Língua Portuguesa, considera essa forma aportuguesada "injustificada".

### O comércio do tabaco no século XVI: início da expansão económica

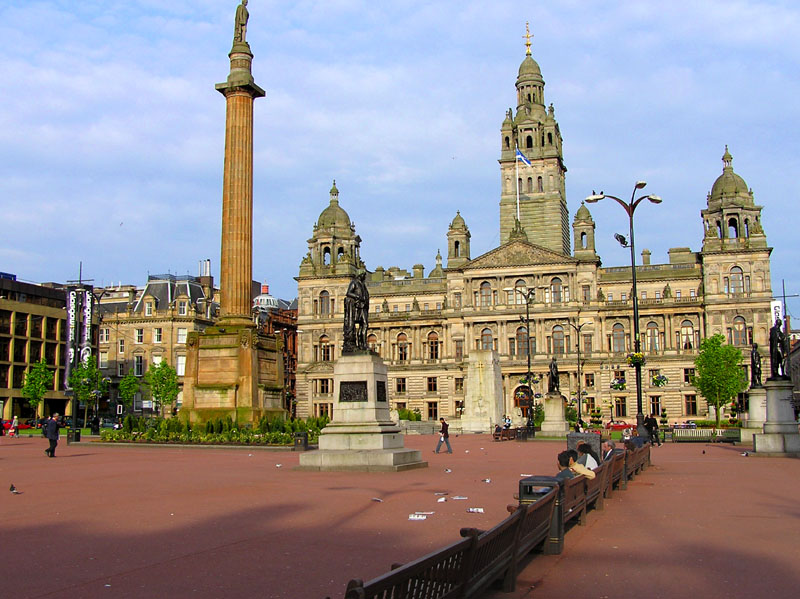
Praça George et Mairie

Glasgow foi um centro mercantil de grande importância a partir do século XVI. Depois do Tratado de União de 1707, mercadores escoceses organizaram expedições comerciais marítimas às zonas colonizadas pelos ingleses. Em breve Glasgow tornar-se-ia um centro da importação de tabaco das colónias americanas. Em 1727, 50 navios por ano faziam a viagem até às colónias americanas, acostando em Chesapeake Bay. Em 1741 Glasgow tinha um volume de negócios de 7 milhões de libras por ano em tabaco. Em 1752 eram já 21 milhões. Em 1771 o comércio atingiu um extraordinário montante de 41 milhões de libras, perfazendo mais de um terço das importações escocesas e dois terços das exportações. Esta foi a "idade de ouro" de Glasgow. Quase metade do comércio americano de tabaco estava na mão de escoceses como William Cunninghame, Alexander Spiers e John Glassford, os três maiores. Suas três empresas chegaram a controlar mais de metade do comércio de tabaco de Glasgow. A maioria dos comerciantes eram originários das Lowlands.
Há quem diga que a vantagem de Glasgow no comércio do tabaco perante outras cidade teve a ver com a localização geográfica.
Uma viagem de um barco mercante no século XVIII até Charleston (Carolina do Sul) ou Annapolis (Maryland) era duas a três semanas mais curta do que uma outra partindo de Londres ou Bristol, o que tinha repercussões na estrutura de custos (mais baixos), e no retorno do investimento.
No entanto, em contrapartida, o comércio com o continente europeu de reexportação do tabaco (o mais lucrativo) é mais longo a partir de Glasgow do que de Londres, o que contraria a vantagem inicial.
Mais importante parece ser o apurado sistema financeiro. Entre 1740 e 1770 foram fundados 6 novos bancos em Glasgow para financiar este comércio. Os empresários de Glasgow têm modestas exigências quanto à redistribuição dos lucros. Apenas 5%. O resto, uma boa parte do lucro era reinvestido no negócio. O resultado foi que o comércio do tabaco de Glasgow se tornou uma das indústrias mais fortemente capitalizadas do Reino Unido (e do mundo) no século XVIII.
Adam Smith, professor na Universidade de Glasgow entre 1751 e 1764 era amigo do comerciante de tabaco John Glassford, que o informava dos eventos nos Estados Unidos e que também se mostrava interessado no progresso de "A riqueza das nações"
Esta nova riqueza comercial criada em Glasgow tinha um correspondente interesse na educação e na ciência. A maioria dos filhos de comerciantes frequentavam a universidade, liam grego e latim. Em 1790 mais de metade dos alunos da Universidade de Glasgow eram de famílias de comerciantes e industriais, em comparação com apenas 8% na Universidade de Cambridge.

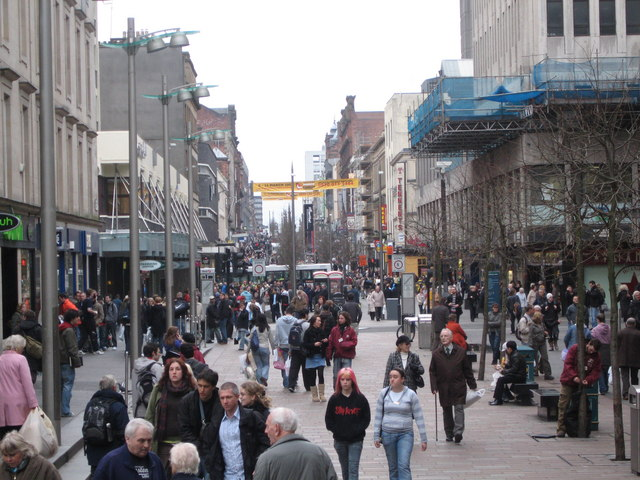
Glasgow é o terceiro maior centro de comércio do Reino Unido.

### Investimento das fortunas do tabaco na industrialização e nos serviços
O efeito trickle down: As fortunas mercantis acumuladas pelo comércio de tabaco de Glasgow no século XVIII foram investidas na indústria no século XIX. Mesmo quando o comércio de tabaco abrandou, a cidade de Glasgow manteve-se um importante centro económico.

### Evolução da População
- 1740: 17 000
- 1780: 42 000
- 2011: 598 830

## Turismo
A cidade de Glasgow oferece vários museus (a maioria com entrada livre) entre os quais Kelvingrove Art Gallery and Museum, Museu dos Transportes, Museu da Gaita de Foles e várias colecções privadas como a Burrel Collection. A casa a mais antiga sobrando de Glasgow é Provand's Lordship, completada em 1471, e hoje também um museu. A cidade tem três catedrais; a Catedral de Glasgow, hoje uma igreja da Igreja da Escócia; a Catedral Santa Maria de Glasgow, da Igreja Episcopal; e a Catedral Santo André de Glasgow, da Igreja Católica. As suas margens completamente renovadas exibem o melhor da arquitectura moderna, quer no segmento residencial e de escritórios, quer em equipamentos de lazer (com destaque para Glasgow Tower, Science Centre e Armadillo). A cidade é também conhecida pelos seus extensos e numerosos parques, com destaque para Glasgow Green, na margem do rio, e Kelvin Park, na zona do campus universitário. Os pubs assumem-se como um elemento fundamental da vida de Glasgow, ou não fosse Glasgow a cidade com maior diversão nocturna na Escócia. Destaque final para as compras, extensas zonas comerciais, parte delas exclusivamente reservadas a peões, revelam o grande dinamismo económico da maior e mais importante cidade escocesa.

## Transporte

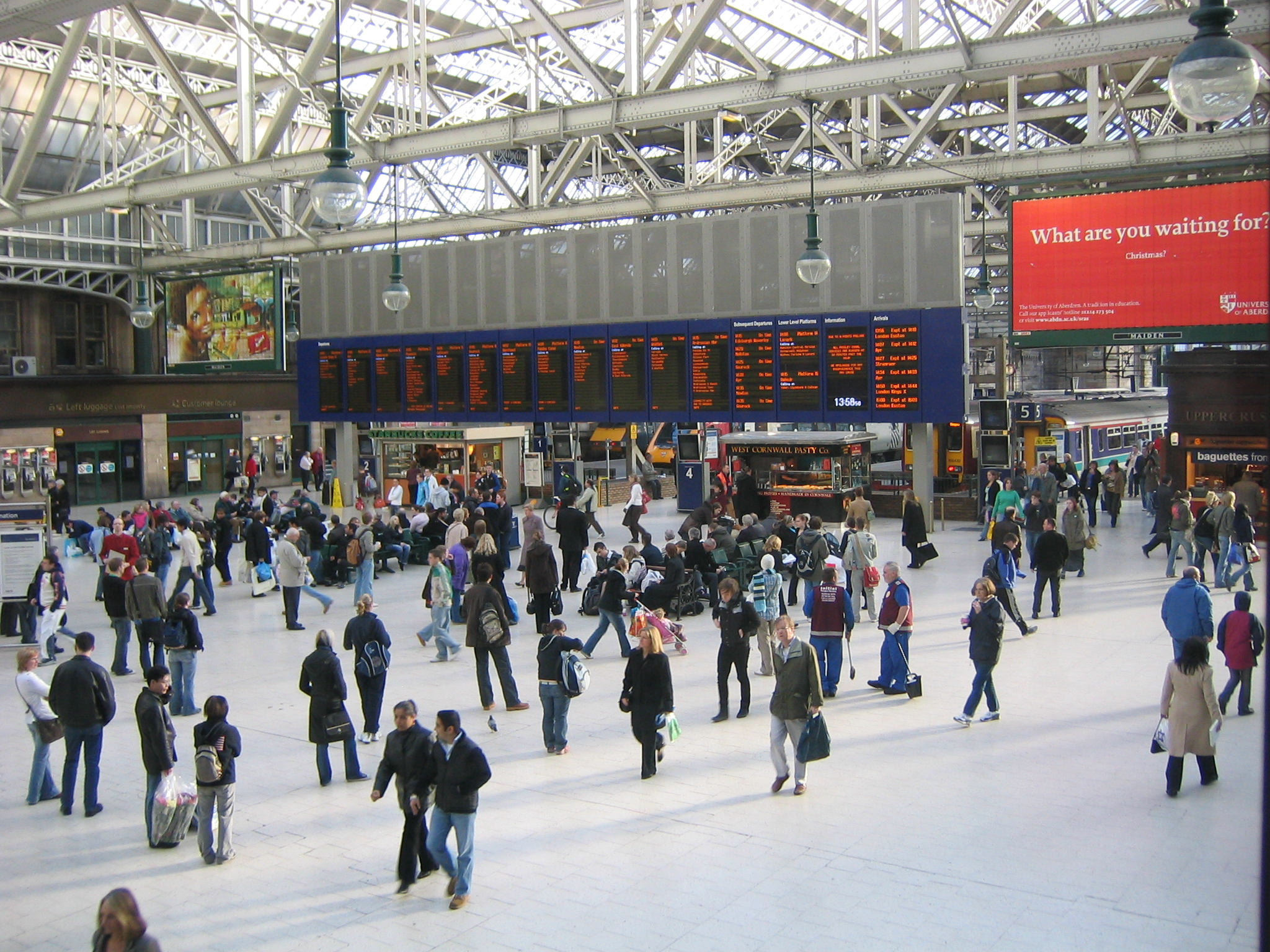
Glasgow Central (Estação Ferroviária).

A cidade é servida por dois aeroportos, o Aeroporto de Glasgow e o Aeroporto de Prestwick, mais distante mas ligado directamente ao centro de Glasgow por linha-férrea. Ambos os aeroportos dispõem de ligações directas frequentes e diárias para Faro. As melhores opções são as companhias aéreas de baixo custo: A easyJet, com 3 voos semanais directos entre Faro e Glasgow e com voos de Lisboa com escala em Londres e a Ryanair com voos do Porto com escala em Londres. Outras opções poderão passar pelo aeroporto de Edimburgo, com voos directos  entre Edimburgo e Faro. As companhias tradicionais, TAP Portugal e British Airways, ligam Lisboa, Porto ou Faro e Glasgow (International Airport) com escala em Heathrow-Londres.

## Esporte
A cidade de Glasgow sedia os dois maiores clubes do Scottish Premiership, o Campeonato Escocês, são eles o The Rangers Football Club, ou simplesmente Rangers,e o Celtic Football Club, ou simplesmente Celtic, os dois clubes protagonizam o maior clássico do Reino Unido e um dos maiores do mundo, o clássico Old Firm ,um clássico extremamente violento,  o Celtic é um clube fundado por católicos e enquanto o Rangers foi fundado por protestantes.Outro clube que recentemente se tornou um time profissional, é o Queen's Park , é o terceiro maior vencedor da Copa Escocesa com 10 títulos.
Em Glasgow há diversos estádios, o Celtic Park,do Celtic, o maior estádio da Escócia, o Ibrox Stadium, do Rangers, o Hampden Park, do Queen's Park são os principais estádios da cidade.